# 闻庆站
聞慶站（：／ Mungyeong yeok */?）是聞慶線的終點車站，位於韓國庆尚北道聞慶市聞慶邑下里。未來中部內陸線全線通車後，將延駛至本站。

## 历史
- 1969年6月20日 - 落成使用。

## 相鄰車站
韓國鐵道公社
慶北線
鎮南－聞慶